# Sneads Ferry
Sneads Ferry is een plaats (census-designated place) in de Amerikaanse staat North Carolina, en valt bestuurlijk gezien onder Onslow County.

## Demografie
Bij de volkstelling in 2000 werd het aantal inwoners vastgesteld op 2248.

## Geografie
Volgens het United States Census Bureau beslaat de plaats een oppervlakte van
15,1 km², waarvan 9,7 km² land en 5,4 km² water.

## Plaatsen in de nabije omgeving
De onderstaande figuur toont nabijgelegen plaatsen in een straal van 24 km rond Sneads Ferry.